# Zones sensibles
Pour l’article ayant un titre homophone, voir Zone sensible.
Zones sensibles est une maison d'édition belge fondée en février 2011 à Molenbeek-Saint-Jean par l'éditeur et graphiste Alexandre Laumonier.
Enregistrée comme organisme à but non lucratif, et désormais établie à Bruxelles, Zones sensibles est une maison d'édition spécialisée dans les sciences humaines et les beaux-livres. Le catalogue comprend des travaux inédits, des traductions inédites et quelques rééditions.
Chaque publication est proposée dans une édition singulière, à chaque livre s'appliquent : un format et une mise en page, une couverture originale et, souvent, des illustrations.

## La maison d'édition

### Parcours de l'éditeur
Avant de fonder Zones sensibles, Alexandre Laumonier a dirigé en 1993 le journal de son lycée, Le Poinca (Lycée Henri Poincaré, Nancy), puis fut le fondateur et le directeur de la revue Nomad's land, de 1997 à 1999, puis celui des Éditions Kargo (2000-2007),,. Il rencontre à l'époque le romancier Umberto Eco et l'historien Jacques Le Goff, avec lesquels il entretiendra des liens d'amitié. Grâce à Umberto Eco il deviendra pigiste pour le Magazine littéraire, et participera, à l'âge de 19 ans, au colloque de Cerisy-La-Salle consacré à Umberto Eco. Le photographe Raymond Depardon s'inspira de l'un de ses articles pour le Magazine littéraire pour son livre Errance,.
Par la suite, Laumonier lance différentes collections éditoriales : « Terra Cognita » aux Éditions de l'Éclat (2008-2010), « Fabula » aux éditions les presses du réel (2012-2015),, « Graphê » aux éditions Les Belles Lettres. Aussi, il est le cofondateur avec Emmanuel Requette des éditions Vies parallèles basées à Bruxelles.

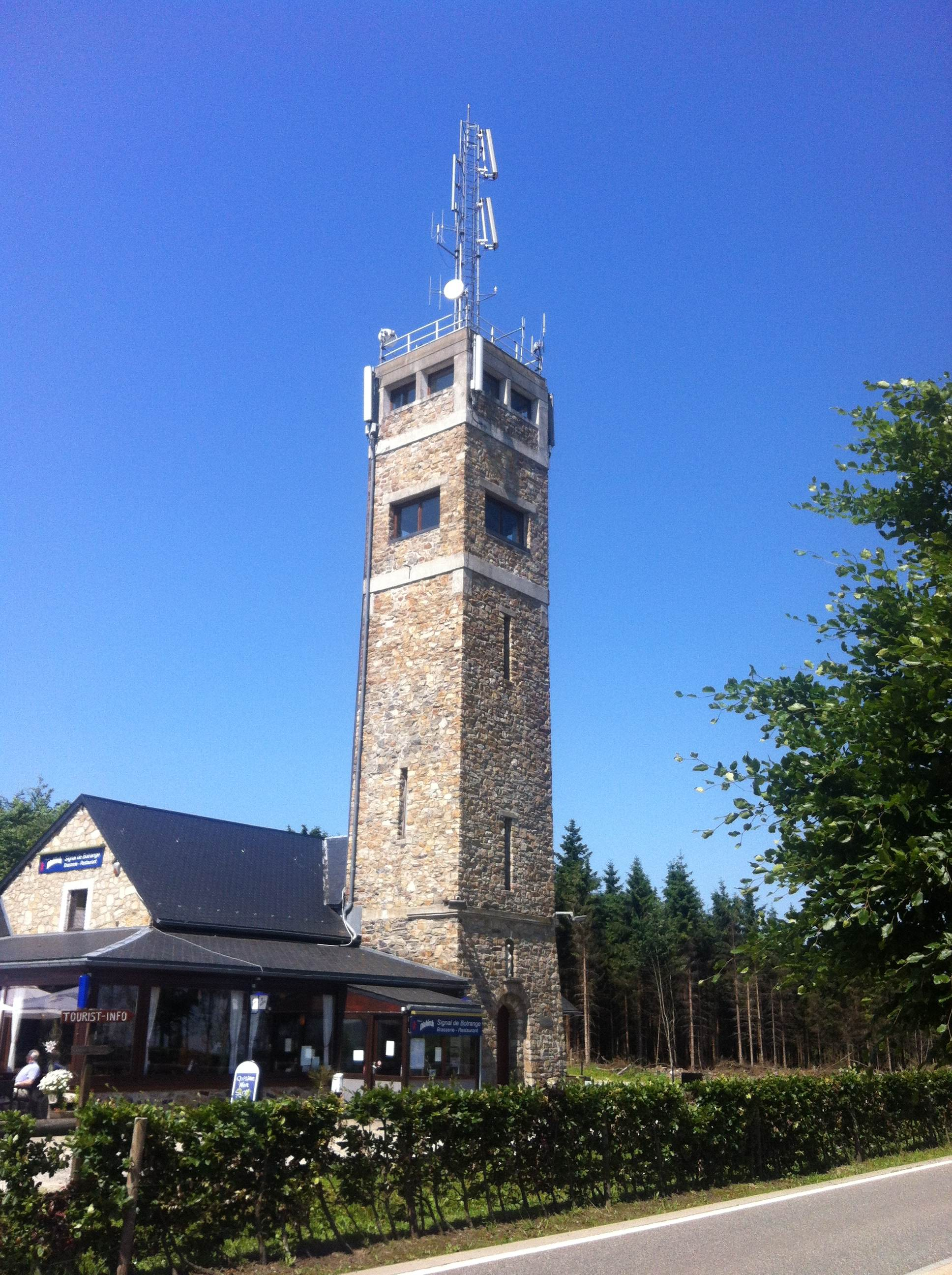
Signal de Botrange (Belgique) qui, depuis 2019, transmet des ondes radio qui facilitent le trading haute fréquence.

Outre ses activités d'éditeur, Laumonier est directeur artistique du magazine Art Press de 2000 à 2007, dont il est aussi le graphiste pour plusieurs numéros spéciaux. En tant que designer graphiste, il travaille également pour le Centre Pompidou, les presses du réel, le Palais de Tokyo, le Centre d’Études Supérieures de la Renaissance, les éditions La Découverte, les Presses universitaires de France… En 2021, il réalise la charte graphique et les normes de mise en page des livres publiés par les éditions Vues de l'esprit,.
Toutes ces années passées dans le monde de l'édition font que le 39e livre de Zones sensibles, SNML (consacré à une contrefaçon du Sidereus nuncius), est aussi le 100e livre que Laumonier publie (en février 2020) depuis ses débuts dans l'édition en 1997. Il fête en 2023 ses 30 ans de travail éditorial.
Il fut également enseignant dans diverses écoles d'art, notamment à l'École nationale supérieure de création industrielle (Ensci), et à l'École supérieure d'art de Cambrai, où il fut directeur du second cycle. Il a par ailleurs participé à de nombreux workshops et jurys dans divers établissements.

#### À propos de Molenbeek (2015, 2016)
Fin novembre 2015, à la suite des attentats du 13 novembre, Alexandre Laumonier signe une tribune dans le journal français Le Monde intitulée « Molenbeek-Saint-Jean n’est pas un ghetto ». Dans celle-ci, il remet en perspective l'histoire récente de Molenbeek (d'où sont issus bon nombre des auteurs responsables de ces attentats) et l'importance accrue de la religion musulmane dans son quartier.
En 2016, Laumonier décide de quitter le quartier de Molenbeek-Saint-Jean : « il était temps, écrit-il, d’aller vers un autre lieu où, dans la rue, on vous fait moins sentir, par le regard, que vous n’êtes qu’un "mécréant". »

### Ambition de la maison
Zones sensibles est une maison d'édition spécialisée dans les sciences humaines ou, comme le dit Alexandre Laumonier, dans les « Sciences de l'homme » : « un vaste domaine, écrit-il, se rapportant à l’humain dans ses divers modes d’existence (sociale, artistique, politique, culturelle vs naturelle, etc.), domaine qui peut concerner tout autant l’anthropologie que le roman graphique, les études culturelles que l’histoire de la médecine, les mondes sonores que les atlas géographiques, les constructions urbaines comme les environnements non humains. »

Dans son « Manifesto », Laumonier explicite le nom de sa maison d'édition :
« Les zones sensibles sont justement ces lieux autres, des hétérotopies où s’entrecroisent les disciplines et les sujets récalcitrants, les autochtones et les allochtones, des lieux de décloisonnements et de rapprochements, des zones grises car le monde n’est ni noir, ni blanc ; des zones bariolées (à l’image du zinneke) qui contrastent avec l’homogénéité des milieux de ceux qui "pensent" ou qui "gouvernent" (il n’est pire ghettos que ceux-là) ; des zones sensibles qui sont celles de la société — ni de droite, ni de gauche (mais en faveur du livre-échange), minoritaires et indisciplinées. »
Se fixant une ligne éditoriale « exigeante sans être élitiste », Zones sensibles entend publier « des ouvrages aux sujets éclectiques, venant de plumes différentes (universitaires confirmés comme jeunes auteurs) et le plus souvent traduits ». D'après Emi Vergels : « Le catalogue des éditions Zones sensibles illustre parfaitement les goûts illimités et les intérêts variés d'Alexandre : les domaines de l'anthropologie, de l'histoire, de l'écologie, et même du graphisme sont couverts ; qui plus est, les titres édités proviennent de différents pays. » 

#### De la lecture en temps de confinement (mars 2020)
En début d'année 2020, lors de l'épidémie de la COVID-19, divers types de commerces dans différents pays doivent cesser leurs activités à la suite des dispositions législatives prises par leurs gouvernements respectifs afin de lutter contre la propagation du virus. Parmi ces commerces, les librairies sont dans l'obligation de fermer.

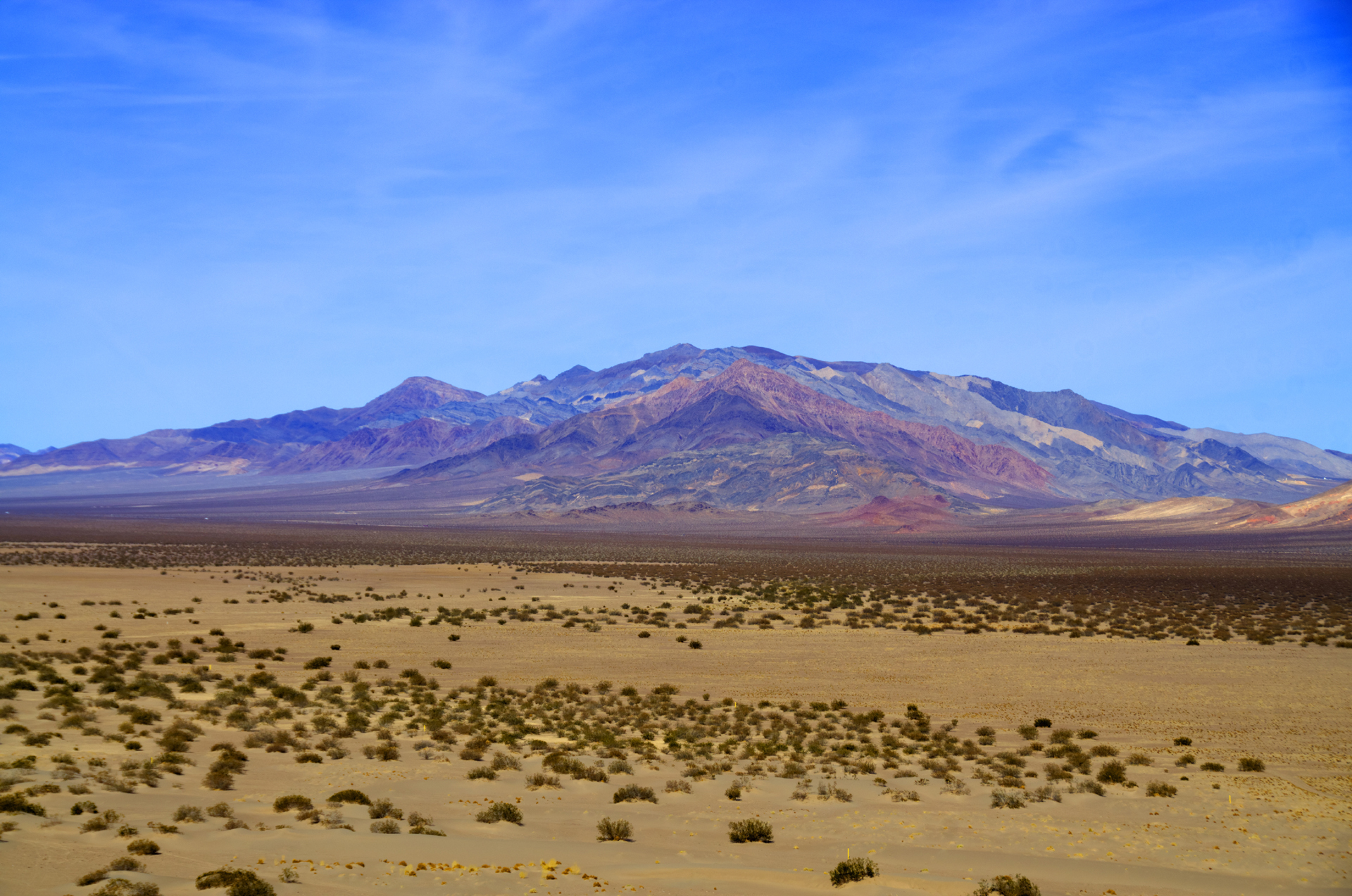
Photographie de Yucca Mountain (Nevada, États-Unis), une montagne sous laquelle il est projeté d'enfouir des déchets nucléaires.

Fin mars 2020, à l'instar d'autres maisons d'édition, les éditions Zones sensibles mettent à disposition des lectrices et des lecteurs une sélection de livres issus de leur catalogue ; plus même, ceux-ci peuvent être téléchargés. La maison d'édition motiva ainsi sa démarche : « En raison des confinements imposés par les gouvernements à la suite de la pandémie de Covid-19, puisque les librairies sont momentanément fermées et comme commander des livres chez Amazon n’est pas la meilleure idée, nous mettons en ligne, gratuitement et en intégralité, 12 titres de notre catalogue, téléchargeables au format PDF. »

#### Boycott d'Amazon (novembre 2020)
À l'occasion de la parution de Généalogie de la morale économique de Sylvain Piron, Zones sensibles annonce sa décision de ne plus vendre de livre chez Amazon,,. Cette décision s'accompagne d'un détail graphique qui empêche le livre d'être manipulé par les robots d'Amazon : le code-barres de l'ouvrage n'est pas placé sur la quatrième de couverture, mais au revers de la couverture.

## Les publications
(octobre 2023).

### Le spectre éditorial
Le catalogue des éditions Zones sensibles se distingue par des publications de textes originaux et souvent singuliers, comme celui de Ben Kafka sur l'écriture bureaucratique (Le démon de l'écriture, 2013), celui de Hanna Rose Shell sur le camouflage (Ni vu ni connu, 2014) ou celui sur l'omniprésence du baratin dans notre quotidien (De la réception et détection du baratin pseudo-profond, 2016). Selon Emi Vergels, avec ses traductions d'auteurs contemporains dont les textes sont devenus des classiques (Tim Ingold, Roy Wagner, Eduardo Kohn ou William Cronon par exemple), les éditions Zones sensibles représentent une « une singularité dans le paysage éditorial académique ».
Parmi la quarantaine de titres publiés figurent des rééditions de textes classiques, tel cet extrait du célèbre Dictionnaire historique et critique de Pierre Bayle, Mahomet (2016), ou ce roman de science-fiction d’Edwin A. Abbott daté de 1884, Flatland (2012) ; ainsi que des textes au statut autre, comme cette fable épistémologico-artistique de Vilém Flusser et Louis Bec Vampyroteuthis infernalis (2015).

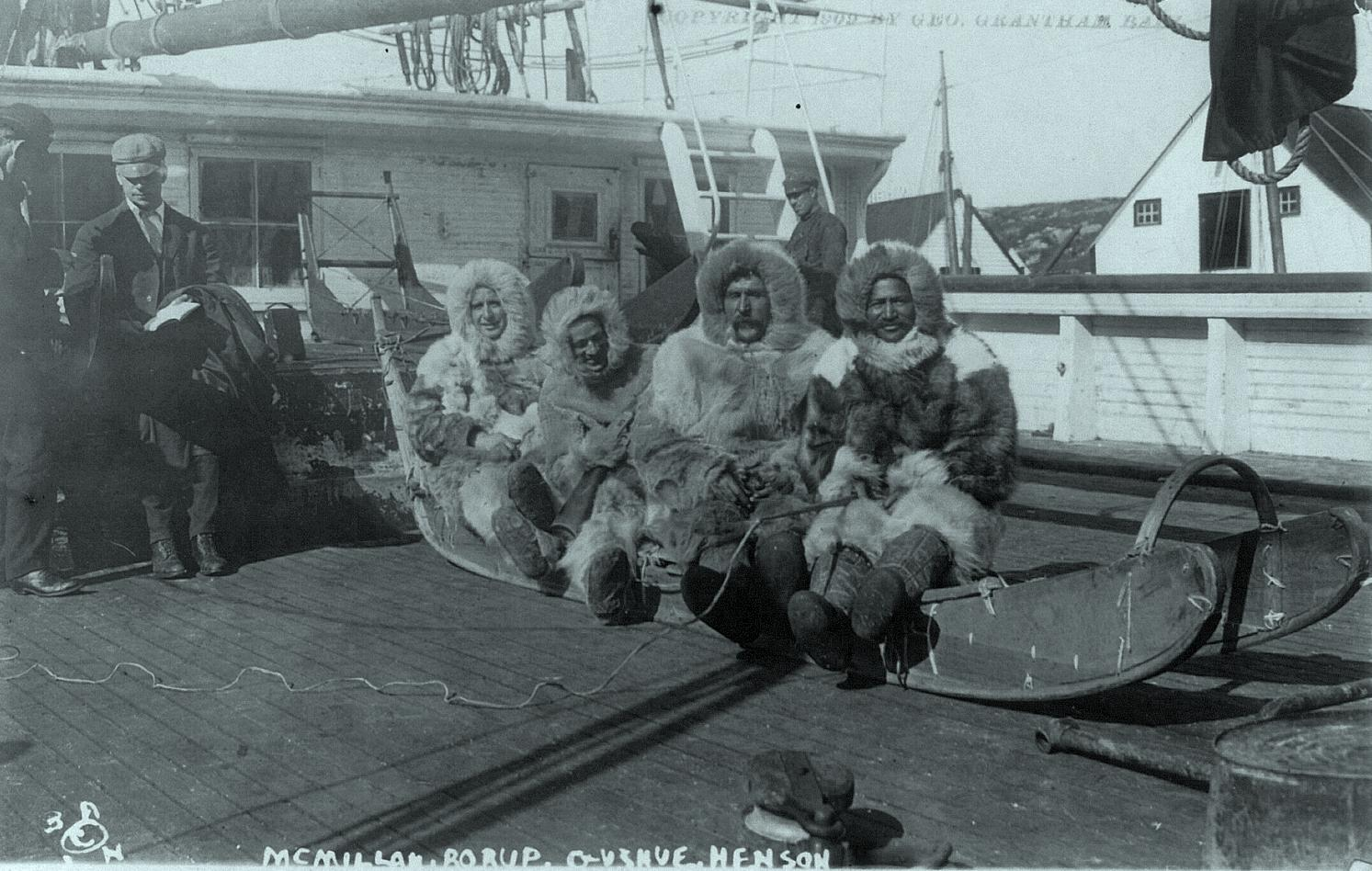
Photographie prise lors d'une expédition de Robert Peary vers le Pôle Nord. Sur le traineau figurent : Donald Baxter MacMillan, George Borup, Thomas Gushue et Matthew Henson.

Zones Sensibles publie aussi des ouvrages relevant de l’histoire, comme ceux de Sylvain Piron : Dialectique du monstre (2015), sur le scribe-cartographe Opicinus de Canistris (lauréat du Best Dutch and Flemish Book Design 2015 et du Grand prix des Rendez-vous de l'histoire de Blois en 2016), ainsi que ses deux tomes L’Occupation du monde (2018) et Généalogie de la morale économique. L’Occupation du monde 2 (2020).
Cependant, le cœur du catalogue des éditions Zones sensibles est constitué d’ouvrages d’anthropologie, ou touchant de près au domaine de l’anthropologie. Ainsi, Laumonier s’emploie à faire traduire des textes classiques de la discipline anthropologique, par exemple : Comment pensent les forêts d’Eduardo Kohn (2017), préfacé par Philippe Descola ; un classique de l’anthropologie américaniste écrit par Keith Basso, L’eau se mêle à la boue dans un bassin à ciel ouvert (2016) ; un classique de l’anthropologie culturelle originellement publié en 1975, L’invention de la culture de Roy Wagner (2014). Laumonier publie également des ouvrages d’anthropologues contemporains : Yucca Mountain (2012), un ouvrage dans lequel John d'Agata enquête sur l’enfouissement de déchets nucléaires non loin de Las Vegas ; des ouvrages de l’anthropologue britannique Tim Ingold : Une brève histoire des lignes (2011) qui propose une anthropologie des lignes et Marcher avec les dragons (2013) qui est un recueil d’articles d’anthropologie de l'environnement.
Enfin, Alexandre Laumonier ne s’interdit pas de publier ses propres ouvrages : 6 (2013) et 6/5 (2014), sous les pseudonymes « Donald Pratt » (auteur) et « Ervin Karp » (traducteur), sont consacrés au trading à haute fréquence ; en 2019, sous son propre nom, il publie 4 qui prolonge ses deux précédents ouvrages.

### L'objet livre
Chaque publication possède une couverture unique, « façonnée pour chaque livre » en relation avec le texte de l'autrice ou de l'auteur publié : une couverture microsillée pour le titre La mort d'un pirate (2011), une nappe rose pour le titre Stratégie pour deux jambons (2018), une couverture sobre pour le titre Attentats suicides (2018), ou encore, une reproduction des déplacements des éleveurs étudiés pour le titre Nomad's land (2019). Pour Julien Bourbiaux, les ouvrages siglés « Z/S » « accrochent immédiatement le regard ». 

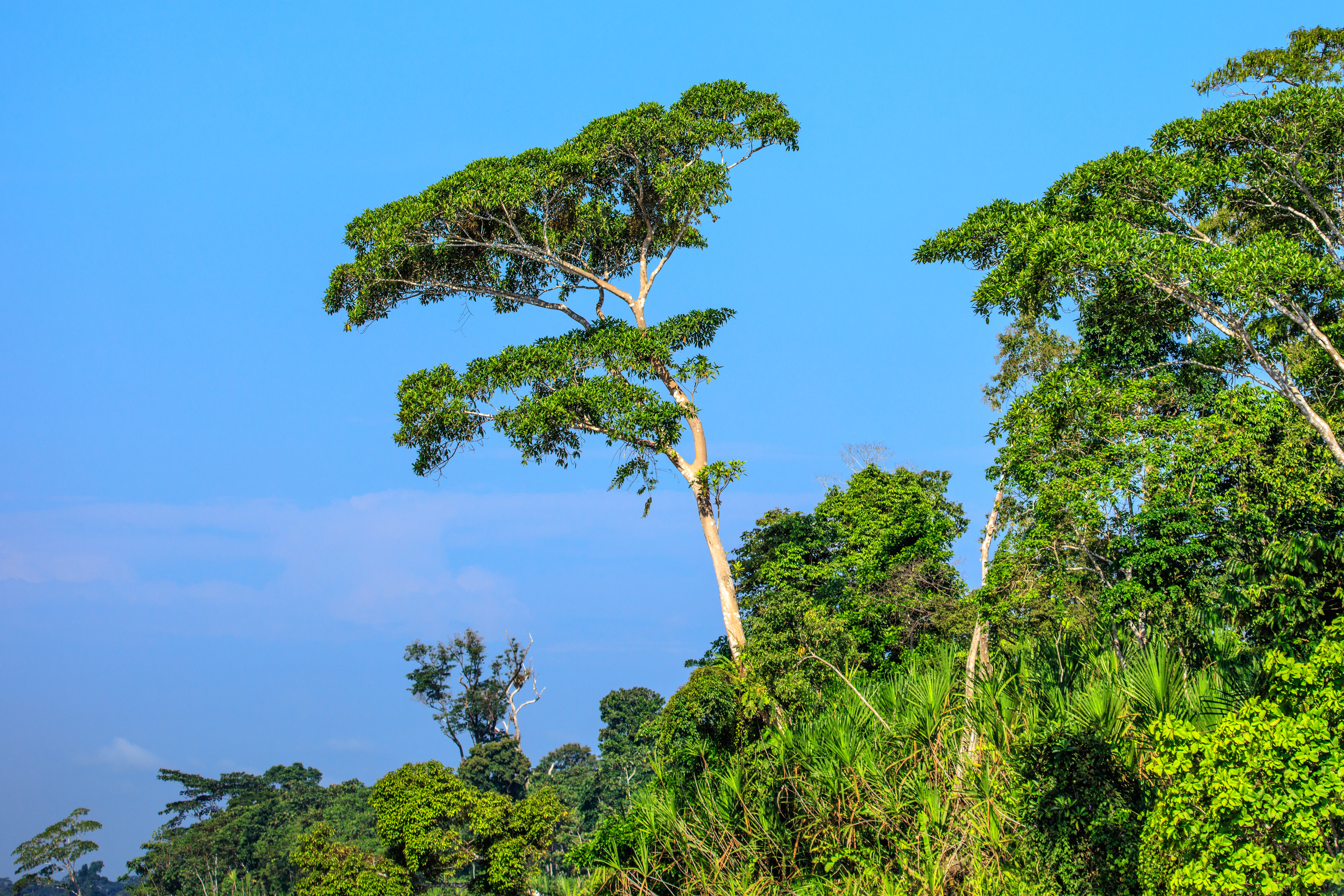
Photographie de la forêt amazonienne en Équateur, près du río Napo.

D'après Emi Vergels : « Alexandre [Laumonier] s’intéresse évidemment à l’aspect global de ses produits — mais en tant qu’éditeur, il sait respecter le contenu singulier de chaque livre publié. » Ainsi chaque livre s'accompagne de trouvailles graphiques et un grand soin est apporté à la finition des ouvrages (typographie, impression, brochage), tout en maintenant des prix de vente modestes comme annoncé dans le « Manifesto ». Pour Ulysse Barratin, ce sont des « volumes agréables à l’œil, plaisants à manier et offrant de vraies surprises esthétiques. » 
Selon Léopoldine Charon, Laumonier « s’impose une contrainte, celle de garder toujours la même chaîne de production ; autrement dit, avoir toujours le même brocheur, le même sérigraphe, le même imprimeur… » Emi Vergels précise dans son article que Zones Sensibles travaille « exclusivement avec des fournisseurs et des prestataires locaux. »
Cette attention portée à « l'objet-livre » rapproche les éditions Zones sensibles d'autres maisons d'édition telles B42, Éditions Non Standard ou les créations d'Irma Boom ; ces maisons d'édition furent toutes conviées à l'exposition « Volumes » en 2019. De son côté, le Centre Pompidou-Metz organisa en 2013 une exposition intitulée « Une brève histoire des lignes », celle-ci fut « librement inspirée » du livre éponyme de Tim Ingold traduit et publié chez Zones sensibles en 2011.

## Annexe

### Le catalogue
|                                                                                                |
| Détail de la couverture de la première édition du livre d'Edwin Abbott Abbott Flatland (1884). |

|                                                                          |
| Troisième figure du perpetuum mobile (1910) imaginé par Paul Scheerbart. |

|                                                                                   |
| Folio 61r du manuscrit Vaticanus latinus (1337) rédigé par Opicinus de Canistris. |

|                                                    |
| Gravure de l'artiste allemand Lorenz Stöer (1567). |

|                                                                             |
| Gravure de la page 87 du livre de Galilée intitulé Sidereus nuncius (1610). |